# Автогара Юг (Пловдив)
 Тази статия е за Автогара Юг в Пловдив.  За Автогара Юг в София вижте Автогара Юг (София).  
Автогара „Юг“ е основна автогара в град Пловдив.

## Разположение
Разположена в близост до Централна гара Пловдив и осигурява бързата връзка на пътниците с пристигащите и отпътуващи влакове и автобуси.

## Транспортни връзки
От Автогара „Юг“ се осъществяват автобусни превози до по-големите градове в Южна България, други основни административни центрове в България, както и международни линии до Гърция и Турция. Автогарата разполага с информационен билетен център, който обслужва международни дестинации.

## Характеристики
Автогарата е открита през 1959 г. на обща площ 4680 кв. м, а през 2002 – 2005 г. е извършен основен ремонт.
Същинската сграда на автогарата е двуетажна с площ от 511 кв. м, свързана със спомагателна едноетажна сграда със застроена площ от 166 кв. м. Комплексът включва зала за пътници и касова зона с гардероб, офиси наети от превозвачи, административен вход със служебни офиси, и търговска зона. Вторият етаж е с офис помещения и кафене с панорамна тераса и агроаптека.
Автогарата разполага с паркинг за 40 автобуса и 10 паркоместа за служебни автомобили. Непосредствено до паркинга има бензиностанция, от която става зареждането на автобусите с гориво. Встрани от автогарата се намират 3 сектора за пристигащи автобуси, а в двора – 11 за заминаващи.